# Арман Чилманов
Арман Шилманов  (каз. Арман Шилманов, 20 квітня 1984) — казахський тхеквондист, олімпійський медаліст.

## Виступи на Олімпіадах
| Олімпіада  | Дисципліна      | Місце |
| ---------- | --------------- | ----- |
| Пекін 2008 | важка категорія | 3T    |